# Березовзолото
Березовзолото (рос. БЕРЕЗОВСКИЙ ИТЛ, Березовлаг, Березовзолото) — підрозділ в системі ГУЛАГ, оперативне керування якого здійснювало Спеціальне головне управління Главспеццветмета (СГУ) в Свердловській області.
Час існування: організований 18.02.47 ;
закритий 28.04.48 (реорганізований в таб. р-н з включенням в Будівництво 865 і ВТТ)
Виробництво: буд-во і реконструкція комб. «Березовзолото» (місто Березовський) і виконання виробничих завдань по золотодобуванню.

## Чисельністьз/к
- 01.05.47 — 116,
- 01.12.47 — 1151